# HMS Exmouth (1854)
HMS Exmouth era um navio de segunda ordem da Classe Albion da Marinha Real Britânica, com 91 canhões e propulsão a parafuso.

## Projeto
Exmouth foi ordenado como um veleiro de 90 armas do Estaleiro Real de Devonport em 1841, mas foi ordenado a ser convertido para operar sob propulsão a vapor em 30 de outubro de 1852. A conversão começou em 20 de junho de 1853 e Exmouth foi finalmente lançada em 12 de julho de 1854. Instalado no Estaleiro Devonport, finalmente foi comissionado para serviço em 15 de março de 1855, tendo custado um total de £ 146.067, com £ 76.379 sendo gasto no casco como um veleiro, e um adicional de £ 24.620 gastos no maquinário.[carece de fontes?]

## Serviço
Em 1855, ele serviu no mar Báltico como o carro-chefe de Sir Michael Seymour. Ele era um navio de guarda em Devonport em 1859, quando o futuro almirante Robert Spencer Robinson foi seu capitão entre 1 de fevereiro de 1858 e maio de 1859. Exmouth foi emprestado ao Metropolitan Asylums Board para servir como navio de treinamento em 1877. De acordo com um documento lido em na Conferência da Lei dos Pobres, em fevereiro de 1904, esses navios eram recomendados para meninos supervisionados pelas autoridades jurídicas pobres como um meio econômico de proporcionar-lhes uma carreira que também beneficiasse o país.. Ele foi vendido para George Cohen em 4 de abril de 1905 e depois dividida em Penarth.[carece de fontes?]